# 구로사키역
구로사키역(일본어: 黒崎駅)은 일본 후쿠오카현 기타큐슈시 야하타니시구에 있는 규슈 여객철도 · 일본화물철도 가고시마 본선의 역이다. 본고에서는 지쿠호 전기 철도의 구로사키에키마에역에 대해서도 기술한다.

## 역 구조 및 승강장

### JR 구로사키 역
섬식 승강장 2면 4선을 가지는 지상역. 1984년 10월에 개축되었던 6대째 역사(선상 역사)를 갖춘다. 직영역으로 발권 창구가 설치되어 있다. 또한, 역 자동 방송이 도입되어 있다.
역 남쪽 입구에는 역 앞 광장을 겸한 페데스트리안 데크가 설치되어, 역 동쪽의 이즈쓰야백화점, 국도 3호선을 낀 역 남쪽의 상업지, 역 서쪽의 컴시티, 니시테쓰 쿠로사키 버스 센터를 연결한다. 배리어 프리에도 대응하고 있어서, 각 장소에 엘리베이터가 설치되어 있다.
| 1 | ■ JR 가고시마 본선  | (하행)            | 아카마 · 하카타 · 오무타 방면          |
| 1 | ■ 후쿠호쿠유타카 선 |                   | 노가타 · 이즈카 · 하카타 방면          |
| 2 | ■ JR 가고시마 본선  | 상행              | 고쿠라 · 모지코 · 나카쓰 · 오이타 방면 |
| 3 | ■ 후쿠오카유타카 선 | (화물열차 통과선) | 노가타 · 나카마 · 이즈카 방면          |
| 4 | ■ JR 가고시마 본선  | 상행              | 고쿠라 · 모지코 방면                   |

- 3번 승강장은 후쿠호쿠유타카 선 열차의 구로사키 역 반환 열차가 사용하고 있다.
- 나하 · 아카쓰키 폐지에 수반해, 이 역을 정차하는 침대특급 열차는 없어졌다.
- 하야부사의 폐지에 수반해, 이 역을 통과하는 여객 열차는 없으며, 특급을 포함했던 전 열차가 정차하게 되었다.

#### 화물취급 · 전용철도
일본화물철도의 역은, 전용철도 발착의 컨테이너 화물 · 차급 화물의 취급 역이 되었다.
여객 승강장 북쪽에 있는 측선군으로부터 분기해, 서쪽으로 향해 미쓰비시 화학 구로사키 사업소에 이르는 전용철도와, 동쪽으로 향해 신일본 제철 야하타 제철소에 이르는 전용철도가 존재한다. 미쓰비시 화학 전용철도는, 일반 컨테이너나 탱크 컨테이너에 의한 제품의 수송이나, 탱크 컨테이너를 사용했던 오무타역으로의 농초산 수송에 사용되어 있다. 1999년 9월 까지는, 기타오카자키역으로의 테레프탈산 발송도 있었다. 신일본 제철 전용철도는 신칸센용 레일의 발송으로 사용되어왔다. 이 전용철도가 분기하는 역 동쪽의 조차장은, 1986년에 폐지되었던 니시야하타 역이다.
예전에는 미쓰비시 금속 규슈 공장 구로사키 제조과로의 전용선도 있어, 석탄석 수송 등이 행해지고 있다.
화물열차는, 1일 2회 왕복 기타큐슈 화물 터미널과의 사이로 전용 화물열차가 운행되고 있다. 이 외, 상행 열차(기타큐슈 화물 터미널 역 방면행)가 전용화물열차 · 고속화물열차와 함께 1개 정도 정차한다.

### 지쿠호 전철 구로사키에키마에 역
JR 구로사키 역 서쪽의 컴시티 1층에 3면 2선의 쌍상대식 승강장이 있다. 러시 아워를 제외해서 1번 선만이 사용한다. 무인역이지만, 승차권 자동 발매기와 니시테쓰 버스 기타큐슈와 공동의 정기권 · 회수권 판매소가 설치되어 있다. 아침 혼잡 시간에는 담당자가 배치되므로 진행방향 좌측 전체의 문부터 승차가 가능하다.
승강장은 니시테쓰 구로사키 버스 센터와 동일 평면상에 있어, 특히 환승객이 많은 야하타 · 고쿠라 방면으로 가는 버스는 환승하는 스무드로 할 수 있듯이 승강장의 바로 옆에 정차한다. 막바지가 된 선로의 앞에는 JR 구로사키 역으로 향하는 에스컬레이터가 설치되어 있어서, JR과의 연락 편리가 도모되고 있다.
현재 위치로 이동해서부터 1년 정도의 사이, 현재 폐지되었던 니시테쓰 기타큐슈 선이 1번 승강장을 사용하였다. 전등식의 승강장 안내표지의 '노가타 방면'의 아래에는 폐지까지 기타큐슈 선 열차의 발착을 표시하는 '오리오 방면'의 안내를 표시하고 있다.

## 이용 현황
- 규슈 여객철도 - 2010년도의 1일 평균 승차 인원은 15,018명이다.

기타큐슈 시의 역에서는, 고쿠라 역 · 오리오 역으로 다음에 3번째로 많다. 사철 등을 포함한 규슈의 역 승차 인원에서는 14번째로 이용자가 많은 역이다. 1999년도까지 2만 명대와, 규슈 여객철도의 역에서 하카타 역 · 고쿠라 역으로 다음 3번째의 이용자 수를 자랑했지만, 2000년 12월 25일의 구로사키 소고 개점에 의해 구로사키 지구의 상업적 지반침하가 현저되었다(이런 경향은 다른 규슈 북부의 도시역 앞에서도 다름없다). 2004년도에는 가고시마 중앙역, 오리오역, 오이타역에 밀려 6위로 후퇴하였다.
| 승차인원（규슈 여객철도） | 승차인원（규슈 여객철도） |
| 년도                      | 1일 평균 인수             |
| ------------------------- | ------------------------- |
| 2000년                    | 19,562                    |
| 2001년                    | 19,266                    |
| 2002년                    | 18,530                    |
| 2003년                    | 17,698                    |
| 2004년                    | 16,714                    |
| 2005년                    | 16,261                    |
| 2006년                    | 16,156                    |
| 2007년                    | 15,953                    |
| 2008년                    | 15,763                    |
| 2009년                    | 15,253                    |
| 2010년                    | 15,018                    |

## 역 주변
- 이즈쓰야 구로사키 점
- 컴시티
- 레드캐비지 구로사키 점
- 국도 제3호선
- 국도 제200호선
- 야하타니시 구청
- 미쓰비시 화학 구로사키 사업소
- 규슈 후생연금 병원

## 역사

### 규슈 여객철도
- 1891년 2월 28일 : 규슈 철도의 역으로서 개업.
- 1907년 7월 1일 : 규슈 철도가 국유화, 일본국유철도의 역이 된다.
- 1961년 5월 1일 : 전용선 발착을 제외한 화물의 취급을 폐지.
- 1966년 10월 1일 : 컨테이너 화물의 취급을 개시.
- 1984년 2월 1일 : 컨테이너 화물의 취급을 폐지.
- 1986년 11월 1일 : 하물의 취급을 폐지.
- 1987년 4월 1일 : 일본국유철도 분할 민영화에 의해, 규슈 여객철도 · 일본화물철도가 승계.
- 1988년 3월 13일 : 컨테이너 화물의 취급을 재개.
- 2009년 3월 1일 : IC카드 SUGOCA의 사용을 개시.

### 지쿠호 전기 철도
서일본 철도 기타큐슈 선의 역이었지만, 1999년에 현위치로 이전, 2000년 11월에 니시테쓰가 구마니시 - 구로사키에키마에 간의 궤도사업을 폐지해 이 구간의 시설을 보유하는 제 3 종 철도사업자가 되어, 지쿠호 전기 철도가 이 구간의 운영을 행해 제 2 종 철도 사업자가 되기 위해 지쿠호 전기 철도가 운영하는 역이 되었다.
- 1914년 6월 25일 : 규슈 전기궤도(후의 서일본 철도 기타큐슈 선)의 구로사키에키마에 역이 개업.
- 2000년 11월 26일 : 지쿠호 전기 철도의 역이 된다.

## 인접 역
| 가고시마 본선       | 가고시마 본선        | 가고시마 본선                        |
| ------------------- | -------------------- | ------------------------------------ |
| 야하타 모지 항 방면 | ■ 쾌속 · 준쾌속      | 오리오 아라오 방면                   |
| 야하타 모지 항 방면 | ■ 쾌속 · 보통        | 진노하루 가고시마 방면               |
| 후쿠호쿠유타카 선   |                      |                                      |
| 시·종착역           | ■ 쾌속 · 보통        | 진노하루 하카타 방면                 |
| 지쿠호 전기 철도선  |                      |                                      |
| 시·종착역           | ■ 지쿠호 전기 철도선 | 니시쿠로사키 CK 02 지쿠호노가타 방면 |